# Джастін Ровселл
Джастін Ровселл (англ. Justin Rowsell, 22 грудня 1971) — австралійський професійний боксер, призер чемпіонату світу серед аматорів.

## Аматорська кар'єра
На Іграх Співдружності 1990 зввоював срібну медаль.
На чемпіонаті світу 1991 завоював бронзову медаль.
- В 1/16 фіналу переміг Тончо Тончева (Болгарія) — 21-12
- В 1/8 фіналу переміг Генрі Кунгсі (Папуа Нова Гвінея) — RSC 3
- У чвертьфіналі переміг Раймана Бунту (Таїланд) — 11-8
- У півфіналі програв Артуру Григоряну (СРСР) — 15-21

На Олімпійських іграх 1992 програв в першому бою.

## Професіональна кар'єра
Дебютував на профірингу 1992 року. За весь час провів 35 боїв, в яких здобув 31 перемогу. 15 грудня 2001 року в бою за титул чемпіона WBU в першій напівсередній вазі зустрівся з британцем Ріккі Гаттоном і, зазнавши поразки нокаутом в другому раунді, завершив кар'єру.